# Vrksasana

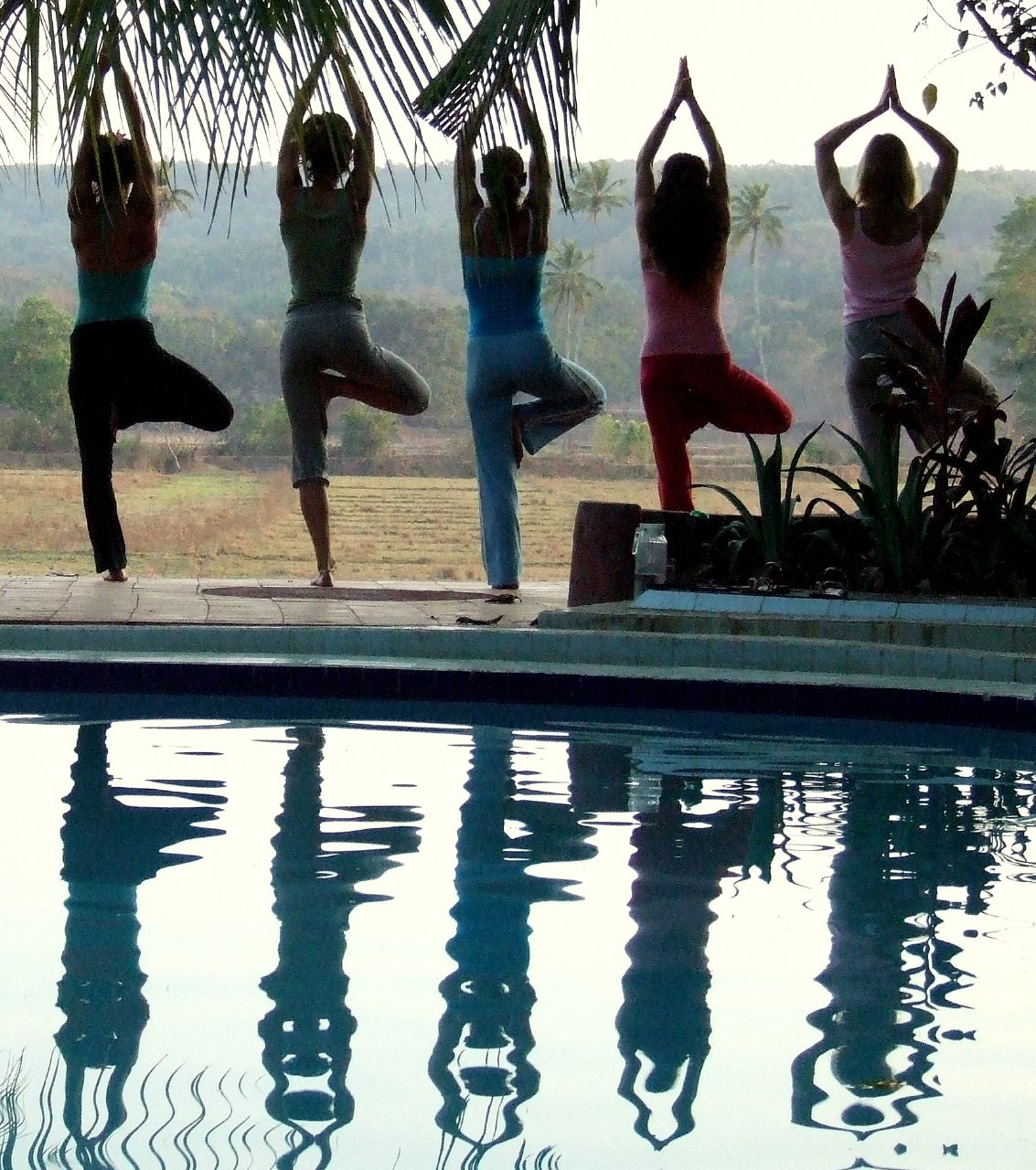
Vijfmaal Vrksasana

Vrksasana (Sanskriet voor Boomhouding) is een veelvoorkomende houding of asana.
| Sanskriet | vertaling                   |
| vrksa     | boom                        |
| asana     | houding (letterlijk: 'zit') |

## Beschrijving
Deze houding wordt staand uitgevoerd, beginnend vanuit de Berghouding. Breng het gewicht langzaam over naar de rechtervoet, waarbij de onderkant van de voet in zijn geheel goed vast aan de grond blijft staan. Buig het linkerbeen en pak de enkel met de hand beet. Zet de onderkant van de linkervoet op de rechterdij, met de tenen naar onderen. Zorg voor een rechte rug; de handen kunnen in namasté gebracht worden. Het lichaam kan eenvoudiger in balans blijven door de ogen op een vast punt te richten. Houdt deze houding enkele in- en uitademingen vast.
De handen kunnen in deze houding eerst beginnen in de namasté. Na enkele inademingen kan telkens worden overgegaan naar een volgende stand, zoals naar een horizontale stand, dan een hoek van 45° schuin omhoog, dan recht omhoog en weer terug naar de namasté. Daarna kan de houding aan de tegengestelde zijde ingezet worden.